# Minamoto no Mitsuyuki
Minamoto no Mitsuyuki est un nom japonais traditionnel ; le nom de famille (ou le nom d'école), Minamoto, précède donc le prénom (ou le nom d'artiste).
Minamoto no Mitsuyuki (源 光行 1163 – 1244) est un des gouverneurs de la province de Kawachi. Son cousin, est le célèbre samouraï Minamoto no Yorimasa.